# 麥覺理大學市中心校區
麥覺理大學市中心校區（英語：Macquarie City Campus）建立於2007年位於悉尼商業中心區，是麥覺理大學的衞星校區 （页面存档备份，存于）。該校區是Navitas集團與麥覺理大學合辦的，由Navitas集團所擁有。該校區提供一些麥覺理大學大學的課程。

## 外部連結
- 麥覺理大學市中心校區網站 （页面存档备份，存于）
- Macaurie City Campus Navitas （页面存档备份，存于）